# Riadh Bouazizi
  Riadh Bouazizi  (àrab: رياض البوعزيزي)  (Bizerta, 8 d'abril de 1973) és un exfutbolista tunisià de la dècada de 1990.
Fou internacional amb la selecció de Tunisia amb la qual participà en la Copa del Món de futbol de 1998, Copa del Món de futbol de 2002 i Copa del Món de futbol de 2006.
Pel que fa a clubs, destacà a Bursaspor, Gaziantepspor i Kayseri Erciyesspor.